# Iotichthys phlegethontis
Iotichthys phlegethontis és una espècie de peix cipriniforme de la família dels ciprínids.

## Morfologia
- Els mascles poden assolir 6,4 cm de longitud total.[2][3]

## Hàbitat
És un peix d'aigua dolça i de clima temperat (10 °C-26 °C).

## Distribució geogràfica
Es troba a Nord-amèrica: nord de Utah (Estats Units).